# Podagrion brasiliense
Podagrion brasiliense är en stekelart som beskrevs av Howard 1894. Podagrion brasiliense ingår i släktet Podagrion och familjen gallglanssteklar. Inga underarter finns listade i Catalogue of Life.